# Bethania

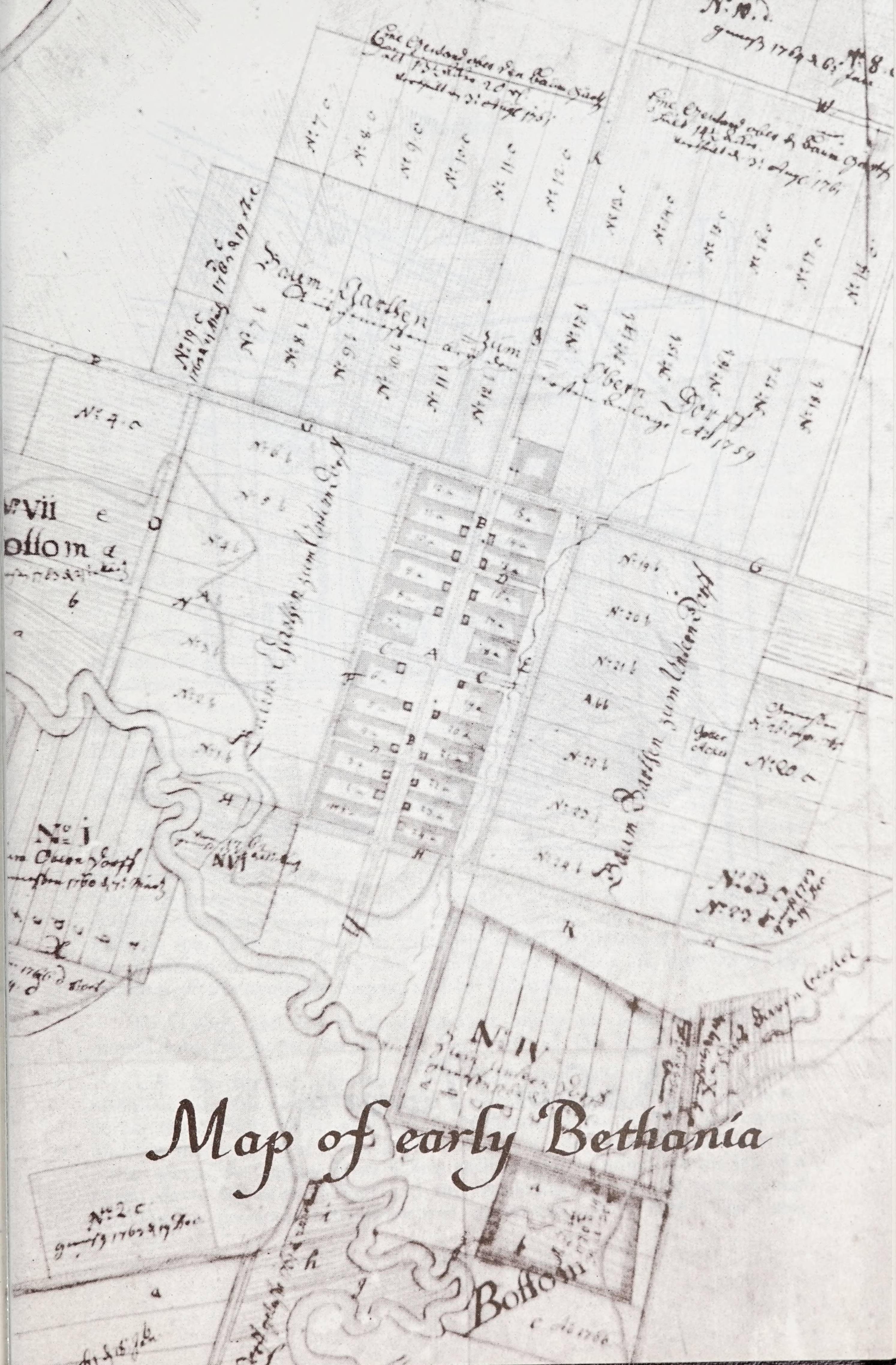
Carte du début de Béthanie

Bethania est une ville américaine située dans le comté de Forsyth dans l'État de Caroline du Nord. En 2010, sa population était de 328 habitants.

## Démographie
| 2000 | 2010 | - | - | - | - |
| ---- | ---- | - | - | - | - |
| 354  | 328  | - | - | - | - |

## Personnalités liées
- Maria Beasley (1836-1913), inventrice.

## Source de la traduction
- (en) Cet article est partiellement ou en totalité issu de l’article de Wikipédia en anglais intitulé « Bethania, North Carolina » (voir la liste des auteurs).